# Idiocera (Idiocera) gothicana
Idiocera (Idiocera) gothicana is een tweevleugelige uit de familie steltmuggen (Limoniidae). De soort komt voor in het Nearctisch gebied.